# Лоренцо Інсіньє
Лоренцо Інсіньє (італ. Lorenzo Insigne, нар. 4 червня 1991, Фраттамаджоре) — італійський футболіст, нападник клубу «Торонто» та національної збірної Італії.

## Клубна кар'єра
Народився 4 червня 1991 року в місті Фраттамаджоре. Вихованець футбольної школи клубу «Наполі».
Дорослу футбольну кар'єру розпочав 2009 року в основній команді того ж клубу, в якій провів один сезон, взявши участь лише у 1 матчі чемпіонату.
З січня по літо 2010 року на правах оренди захищав кольори клубу «Кавезе».
Своєю грою за останню команду привернув увагу представників тренерського штабу клубу «Фоджа», до складу якого на правах оренди приєднався влітку 2010 року. Відіграв за команду з Фоджі, яку тренував Зденек Земан, весь наступний сезон своєї ігрової кар'єри. Під його керівництвом Лоренцо розкрився і більшість часу, проведеного у складі «Фоджі», був основним гравцем атакувальної ланки команди і одним з головних бомбардирів команди, маючи середню результативність на рівні 0,58 голу за гру першості.
Влітку 2011 року разом з Земаном перейшов до «Пескари», у складі якого провів ще один рік своєї кар'єри гравця. Граючи у складі «Пескари» також здебільшого виходив на поле в основному складі команди і був серед найкращих голеодорів, відзначаючись забитим голом в середньому щонайменше у кожній третій грі чемпіонату. За підсумками сезону Інсіньє допоміг вперше за десять років вийти до Серії А, а також був визнаний найкращим молодим гравцем чемпіонату.
До складу клубу «Наполі» повернувся влітку 2012 року замість проданого до ПСЖ Есек'єля Лавессі. Відіграв за неаполітанську команду 337 матчів.
Літом 2022, перейде на правах «вільного агента» в МЛС.

## Виступи за збірні
З 2010 року залучався до складу молодіжної збірної Італії. На молодіжному рівні зіграв у 13 офіційних матчах, забив 6 голів.
11 вересня 2012 року дебютував в офіційних іграх у складі національної збірної Італії в матчі відбору на ЧС-2014 проти збірної Мальти. Провів у формі головної команди країни 54 матчів, в яких забив 10 голів.

## Статистика виступів
Статистика станом на 12 грудня 2021 року.

### Статистика клубних виступів
| Сезон              | Команда            | Чемпіонат          | Чемпіонат | Чемпіонат | Національний кубок | Національний кубок | Національний кубок | Континентальні кубки | Континентальні кубки | Континентальні кубки | Інші змагання | Інші змагання | Інші змагання | Усього | Усього |
| Сезон              | Команда            | Ліга               | Ігор      | Голів     | Ліга               | Ігор               | Голів              | Ліга                 | Ігор                 | Голів                | Ліга          | Ігор          | Голів         | Ігор   | Голів  |
| ------------------ | ------------------ | ------------------ | --------- | --------- | ------------------ | ------------------ | ------------------ | -------------------- | -------------------- | -------------------- | ------------- | ------------- | ------------- | ------ | ------ |
| 2009-10            | «Наполі»           | Серія A            | 1         | 0         | КІ                 | 0                  | 0                  | —                    | —                    | —                    | —             | —             | —             | 1      | 0      |
| 2009-10            | «Кавезе»           | ПД                 | 10        | 0         | —                  | —                  | —                  | —                    | —                    | —                    | —             | —             | —             | 10     | 0      |
| 2010-11            | «Фоджа»            | ПД                 | 33        | 19        | КІ-ЛП              | 7                  | 7                  | —                    | —                    | —                    | —             | —             | —             | 40     | 26     |
| 2011-12            | «Пескара»          | Серія B            | 37        | 18        | КІ                 | 1                  | 2                  | —                    | —                    | —                    | —             | —             | —             | 38     | 20     |
| 2012-13            | «Наполі»           | Серія A            | 37        | 5         | КІ                 | 1                  | 0                  | ЛЄ                   | 5                    | 0                    | СІ            | 0             | 0             | 43     | 5      |
| 2013-14            | «Наполі»           | Серія A            | 36        | 3         | КІ                 | 5                  | 3                  | ЛЧ+ЛЄ                | 6+4                  | 2+1                  | —             | —             | —             | 51     | 9      |
| 2014-15            | «Наполі»           | Серія A            | 20        | 2         | КІ                 | 1                  | 0                  | ЛЧ+ЛЄ                | 2+5                  | 0                    | СІ            | 0             | 0             | 28     | 2      |
| 2015-16            | «Наполі»           | Серія A            | 37        | 12        | КІ                 | 0                  | 0                  | ЛЄ                   | 5                    | 1                    | —             | —             | —             | 42     | 13     |
| 2016-17            | «Наполі»           | Серія A            | 37        | 18        | КІ                 | 4                  | 1                  | ЛЧ                   | 8                    | 1                    | —             | —             | —             | 49     | 20     |
| 2017-18            | «Наполі»           | Серія A            | 37        | 8         | КІ                 | 2                  | 1                  | ЛЧ+ЛЄ                | 7+2                  | 4+1                  | —             | —             | —             | 48     | 14     |
| 2018-19            | «Наполі»           | Серія A            | 28        | 10        | КІ                 | 2                  | 0                  | ЛЧ+ЛЄ                | 6+5                  | 3+1                  | —             | —             | —             | 41     | 14     |
| 2019-20            | «Наполі»           | Серія A            | 37        | 8         | КІ                 | 4                  | 3                  | ЛЧ                   | 5                    | 1                    | —             | —             | —             | 46     | 13     |
| 2020-21            | «Наполі»           | Серія A            | 35        | 19        | КІ                 | 4                  | 0                  | ЛЄ                   | 8                    | 0                    | СІ            | 1             | 0             | 48     | 19     |
| 2021-22            | «Наполі»           | Серія A            | 15        | 4         | КІ                 | 0                  | 0                  | ЛЄ                   | 3                    | 1                    | —             | —             | —             | 18     | 5      |
| Усього за «Наполі» | Усього за «Наполі» | Усього за «Наполі» | 320       | 89        |                    | 23                 | 8                  |                      | 71                   | 17                   |               | 1             | 0             | 415    | 114    |
| Усього за кар'єру  | Усього за кар'єру  | Усього за кар'єру  | 400       | 126       |                    | 31                 | 17                 |                      | 71                   | 17                   |               | 1             | 0             | 503    | 160    |

### Статистика виступів за збірну
| Дата       | Місто             | Господарі            | Результат               | Гості                | Турнір                                | Голи | Примітки  |
| ---------- | ----------------- | -------------------- | ----------------------- | -------------------- | ------------------------------------- | ---- | --------- |
| 11-9-2012  | Модена            | Італія               | 2 – 0                   | Мальта               | Відбір до ЧС 2014                     | -    | 45'       |
| 14-8-2013  | Рим               | Італія               | 1 – 2                   | Аргентина            | товариський матч                      | 1    | 46'       |
| 6-9-2013   | Палермо           | Італія               | 1 – 0                   | Болгарія             | Відбір до ЧС 2014                     | -    | 67'       |
| 15-10-2013 | Палермо           | Італія               | 2 – 2                   | Вірменія             | Відбір до ЧС 2014                     | -    |           |
| 4-6-2014   | Перуджа           | Італія               | 1 – 1                   | Люксембург           | товариський матч                      | -    | 78'       |
| 20-6-2014  | Ресіфі            | Італія               | 0 – 1                   | Коста-Рика           | ЧС 2014 - груповий етап               | -    | 57'       |
| 24-3-2016  | Удіне             | Італія               | 1 – 1                   | Іспанія              | товариський матч                      | 1    | 51'       |
| 29-3-2016  | Мюнхен            | Німеччина            | 4 – 1                   | Італія               | товариський матч                      | -    | 68'       |
| 29-5-2016  | Та-Калі           | Італія               | 1 – 0                   | Шотландія            | товариський матч                      | -    | 59'       |
| 22-6-2016  | Лілль             | Італія               | 0 – 1                   | Ірландія             | ЧЄ 2016 - груповий етап               | -    | 74' 90+1' |
| 27-6-2016  | Сен-Дені          | Італія               | 2 – 0                   | Іспанія              | ЧЄ 2016 - 1/8 фіналу                  | -    | 82'       |
| 2-7-2016   | Бордо             | Німеччина            | 1 – 1 д.ч. (6 – 5 п.п.) | Італія               | ЧЄ 2016 - чвертьфінал                 | -    | 108'      |
| 12-11-2016 | Вадуц             | Ліхтенштейн          | 0 – 4                   | Італія               | Відбір до ЧС 2018                     | -    | 66'       |
| 24-3-2017  | Палермо           | Італія               | 2 – 0                   | Албанія              | Відбір до ЧС 2018                     | -    |           |
| 7-6-2017   | Ніцца             | Італія               | 3 – 0                   | Уругвай              | товариський матч                      | -    | 64'       |
| 11-6-2017  | Удіне             | Італія               | 5 – 0                   | Ліхтенштейн          | Відбір до ЧС 2018                     | 1    |           |
| 2-9-2017   | Мадрид            | Іспанія              | 3 – 0                   | Італія               | Відбір до ЧС 2018                     | -    |           |
| 5-9-2017   | Реджо-нель-Емілія | Італія               | 1 – 0                   | Ізраїль              | Відбір до ЧС 2018                     | -    |           |
| 6-10-2017  | Турин             | Італія               | 1 – 1                   | Македонія            | Відбір до ЧС 2018                     | -    |           |
| 9-10-2017  | Шкодер            | Албанія              | 0 – 1                   | Італія               | Відбір до ЧС 2018                     | -    | 90+2'     |
| 10-11-2017 | Сульна            | Швеція               | 1 – 0                   | Італія               | Відбір до ЧС 2018                     | -    | 76'       |
| 23-3-2018  | Манчестер         | Аргентина            | 2 – 0                   | Італія               | товариський матч                      | -    |           |
| 27-3-2018  | Лондон            | Англія               | 1 – 1                   | Італія               | товариський матч                      | 1    |           |
| 28-5-2018  | Санкт-Галлен      | Італія               | 2 – 1                   | Саудівська Аравія    | товариський матч                      | -    | 84'       |
| 1-6-2018   | Ніцца             | Франція              | 3 – 1                   | Італія               | товариський матч                      | -    | 74'       |
| 4-6-2018   | Турин             | Італія               | 1 – 1                   | Нідерланди           | товариський матч                      | -    | 70'       |
| 7-9-2018   | Болонья           | Італія               | 1 – 1                   | Польща               | Ліга націй УЄФА 2018—2019 - 1-й етап  | -    | 72'       |
| 10-10-2018 | Генуя             | Італія               | 1 – 1                   | Україна              | товариський матч                      | -    | 78'       |
| 14-10-2018 | Хожув             | Польща               | 0 – 1                   | Італія               | Ліга націй УЄФА 2018—2019 - 1-й етап  | -    |           |
| 17-11-2018 | Мілан             | Італія               | 0 – 0                   | Португалія           | Ліга націй УЄФА 2018—2019 - 1-й етап  | -    |           |
| 8-6-2019   | Афіни             | Греція               | 0 – 3                   | Італія               | Відбір до ЧЄ 2020                     | 1    |           |
| 11-6-2019  | Турин             | Італія               | 2 – 1                   | Боснія і Герцеговина | Відбір до ЧЄ 2020                     | 1    |           |
| 12-10-2019 | Рим               | Італія               | 2 – 0                   | Греція               | Відбір до ЧЄ 2020                     | -    |           |
| 15-11-2019 | Зениця            | Боснія і Герцеговина | 0 – 3                   | Італія               | Відбір до ЧЄ 2020                     | 1    | 87'       |
| 4-9-2020   | Флоренція         | Італія               | 1 – 1                   | Боснія і Герцеговина | Ліга націй УЄФА 2020—2021 - 1-й етап  | -    |           |
| 7-9-2020   | Амстердам         | Нідерланди           | 0 – 1                   | Італія               | Ліга націй УЄФА 2020—2021 - 1-й етап  | -    | 90'       |
| 15-11-2020 | Реджо-нель-Емілія | Італія               | 2 – 0                   | Польща               | Ліга націй УЄФА 2020—2021 - 1-й етап  | -    | 88'       |
| 18-11-2020 | Сараєво           | Боснія і Герцеговина | 0 – 2                   | Італія               | Ліга націй УЄФА 2020—2021 - 1-й етап  | -    | 90+3'     |
| 25-3-2021  | Парма             | Італія               | 2 – 0                   | Північна Ірландія    | Відбір до ЧС 2022                     | -    | 84'       |
| 28-3-2021  | Софія             | Болгарія             | 0 – 2                   | Італія               | Відбір до ЧС 2022                     | -    |           |
| 4-6-2021   | Болонья           | Італія               | 4 – 0                   | Чехія                | товариський матч                      | 1    |           |
| 11-06-2021 | Рим               | Туреччина            | 0 – 3                   | Італія               | ЧЄ 2020 - груповий етап               | 1    | 81'       |
| 16-06-2021 | Рим               | Італія               | 3 – 0                   | Швейцарія            | ЧЄ 2020 - груповий етап               | -    | 69'       |
| 26-06-2021 | Лондон            | Італія               | 2 – 1 д.ч.              | Австрія              | ЧЄ 2020 - 1/8 фіналу                  | -    | 108'      |
| 22-7-2021  | Мюнхен            | Бельгія              | 1 – 2                   | Італія               | ЧЄ 2020 - чвертьфінал                 | 1    | 79'       |
| 26-7-2021  | Лондон            | Італія               | 1 – 1 д.ч. (4 – 2 п.п.) | Іспанія              | ЧЄ 2020 - півфінал                    | -    | 85'       |
| 211-7-2021 | Лондон            | Італія               | 1 – 1 д.ч. (3 – 2 п.п.) | Англія               | ЧЄ 2020 - фінал                       | -    | 84' 91'   |
| 2-9-2021   | Флоренція         | Італія               | 1 – 1                   | Болгарія             | Відбір до ЧС 2022                     | -    | 75'       |
| 5-9-2021   | Базель            | Швейцарія            | 0 – 0                   | Італія               | Відбір до ЧС 2022                     | -    | 90'       |
| 6-10-2021  | Мілан             | Італія               | 1 – 2                   | Іспанія              | Ліга націй УЄФА 2020—2021 - півфінал  | -    | 85'       |
| 10-10-2021 | Турин             | Італія               | 2 – 1                   | Бельгія              | Ліга націй УЄФА 2020—2021 - 3-є місце | -    | 90+1'     |
| 12-11-2021 | Рим               | Італія               | 1 – 1                   | Швейцарія            | Відбір до ЧС 2022                     | -    | 47' 79'   |
| 16-11-2021 | Белфаст           | Північна Ірландія    | 0 – 0                   | Італія               | Відбір до ЧС 2022                     | -    | 68'       |
| Усього     |                   | Матчів               | 53                      |                      | Голів                                 | 10   |           |

## Досягнення
- Чемпіон Європи: 2020
- Володар Кубка Італії (2):

«Наполі»: 2013-14, 2019-20
- Володар Суперкубка Італії (1):

«Наполі»: 2014